# Vércsoport
A vércsoportrendszerek az emberi vért a benne megtalálható fehérjék [antigének(nem fehérje), antitestek] alapján kategorizálják. 2021 közepén 43 ilyen rendszert ismer el a Nemzetközi Vértranszfúziós Társaság (ISBT). A vérátömlesztés során csak az AB0- és az Rh-rendszereket veszik figyelembe, mivel az indirekt antiglobulin teszt és a keresztpróba segítségével kiszűrik az egyéb antigén/antitest-inkompatibilitást a donor vére és a transzfúziót befogadó között.
Egykor széles körben felhasználták a vércsoportokat a törvényszéki orvostanban és az apasági tesztek során, ám használatukat fokozatosan felváltja a DNS-profil analízise (mini- és mikroszatelliták alapján), ami jóval nagyobb biztonságot ad. A vércsoportvizsgálatot inkább csak az apaság valószínűsítésére illetve kizárására alkalmazzák, olcsósága miatt itt még szerepet kaphat.

## Vércsoportrendszerek
| Szám | Jelölés | Név               |
| ---- | ------- | ----------------- |
| 001  | AB0     | AB0               |
| 002  | MNS     | MNS               |
| 003  | P1      | P1                |
| 004  | RH      | RH                |
| 005  | LU      | Lutheran          |
| 006  | KEL     | Kell              |
| 007  | LE      | Lewis             |
| 008  | FY      | Duffy             |
| 009  | JK      | Kidd              |
| 010  | DI      | Diego             |
| 011  | YT      | Cartwright        |
| 012  | XG      | XG                |
| 013  | SC      | Scianna           |
| 014  | DO      | Dombrock          |
| 015  | CO      | Colton            |
| 016  | LW      | LW                |
| 017  | CH/RG   | Chido/ Rodgers    |
| 018  | Hh      | Hh                |
| 019  | XK      | XK                |
| 020  | GE      | Gerbich           |
| 021  | CROM    | Cromer            |
| 022  | KN      | Knops             |
| 023  | IN      | Indian            |
| 024  | OK      | OK                |
| 025  | RAPH    | RAPH              |
| 026  | JMH     | John Milton Hagen |
| 027  | IGNT    | IGNT              |
| 028  | P       | P                 |
| 029  | GIL     | GIL               |

Megjegyzés
1. ↑  A táblázat csak az első 29 rendszert sorolja fel, bár 2021-ben már 43-at ismer a tudomány.

Az AB0 rendszer

A vércsoportot, avagy a vér típusát részben a vörösvértestekben jelen lévő antigének határozzák meg.

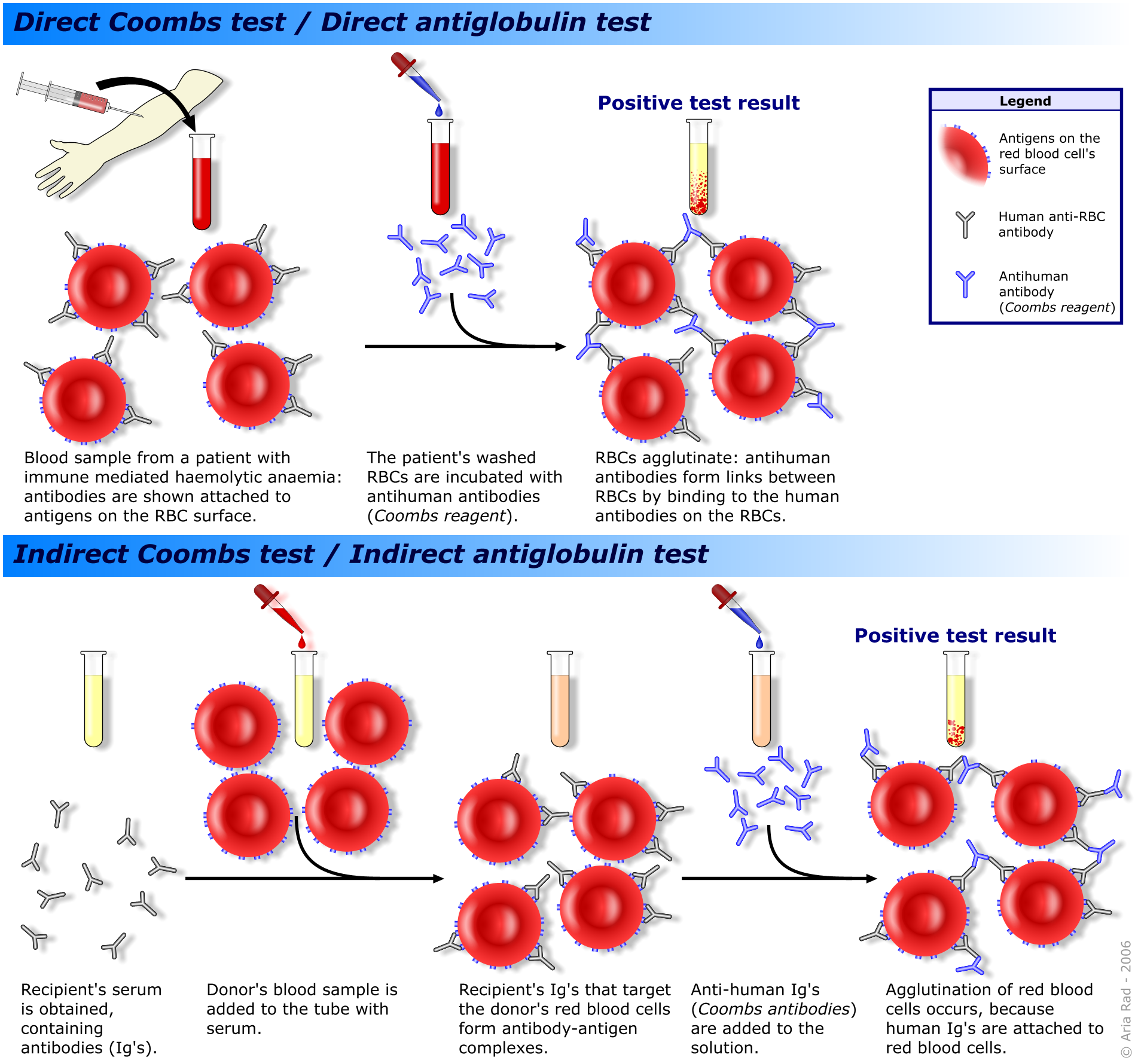
A direkt és az indirekt Coobs vizsgálat sémája

Az AB0 rendszert Karl Landsteiner fedezte fel 1900 és 1901 között a bécsi egyetemen, miközben azt vizsgálta, miért menti meg a vérátömlesztés egyes betegek életét, mások viszont miért halnak bele. Felfedezését később Nobel-díjjal jutalmazták.
Az emberek fenotípus szerint e rendszer alapján 4 vércsoport valamelyikébe tartoznak. Ezek a csoportok: A, B, AB, 0. Az A és B betűk valójában két antigént jelölnek, a 0-s vércsoportú embereknek ezek egyike sem található meg a vörösvértesteken. Ezeknek az antigéneknek a kialakulásáért egy gén felel. Mivel a génnek három változata létezik (A, B, 0) és ezek kodominánsan öröklődnek, az emberek genotípus szerint 6 csoportot alkotnak (hiszen a sorrend mindegy, azaz az A0 és a 0A nem külön eset).
- A-s fenotípus lehetséges genotípusai: AA, A0
- B-s fenotípus lehetséges genotípusai: BB, B0
- AB-s fenotípus lehetséges genotípusai: AB
- 0-s fenotípus lehetséges genotípusai: 00

A véradási szabály szerint senki nem kaphat olyan vért, amiben számára idegen antigén található, ugyanis azok antitestjei megtalálhatóak az ő vérében (azaz egy A-s ember vérében a B antigén antitestjei jelen vannak). Így az AB-s mindenkitől, a 0-s viszont csak 0-stól kaphat, de bárkinek adhat. Ha lehetséges, csoportazonos vért adnak a betegeknek.

### A Bombay-jelenség
A Bombay-jelenséget, vagy Bombay fenotípust 1952-ben fedezte fel egy indiai orvos, Y.M. Bhende. A jelenség neve a felfedezés helyére utal. 
Ahhoz, hogy a Bombay-jelenséget megértsük, árnyalni kell a fentiekben ismertetett rendszert. Mind az A mind a B antigén egy harmadik antigénből, a H antigénből származik. Az A vagy B vércsoportot kódoló gének egy olyan enzimért felelnek, amelyik a H antigént A (N-acetil-galaktózamin oldallánc hozzákapcsolásával) vagy B (galaktóz oldallánc hozzákapcsolásával) antigénné alakítja. A H antigén a 0-s vércsoportú emberek vérében is megtalálható. A H antigén csak akkor termelődik, ha az illető HH vagy Hh genotípusú. Nem termelődik, ha hh genotípusú. Így ekkor hiába van jelen az A és/vagy B antigént kialakító enzim, H antigén hiányában nem tudnak mit átalakítani (recesszív episztázis). Tehát a genotípus hiába indokolna A-s, B-s, vagy AB-s fenotípust, nincs miből előálljanak az antigének, így a vércsoportteszt 0-s vércsoportot fog eredményezni.
A jelenség nagyon ritka, de ennek köszönhetően megeshet, hogy AB-s szülő mellett 0-s gyerek születik, vagy 0-s szülőnek AB-s gyereke.
Megjegyzendő azonban, hogy a Bombay fenotípusos emberek csak más Bombay fenotípusos emberektől kaphatnak vért, ugyanis a „normális” 0-s vérben H antigének találhatóak, amire a Bombay fenotípusos vérben antitestek vannak.

## Gyakorisága

Vércsoport megoszlás (2015)

| 0  | 32% |
| A  | 44% |
| B  | 16% |
| AB | 8%  |

| 0+  | 38,25% |
| A+  | 34%    |
| B+  | 9%     |
| 0-  | 7%     |
| A-  | 6%     |
| AB+ | 3%     |
| B-  | 2%     |
| AB- | 0,75%  |

## Véradás

A vörösvérsejt-kompatibilitási gráfja, hogy ki kinek adhat vért, amellett, hogy ugyanaz a típusú adhat egymásnak, a 0 típusú adhat az A, B és AB típusúnak, az A és a B pedig az AB típusúnak

Lásd még: a Véradás cikket
| Fogadó | Donor | Donor | Donor | Donor | Donor | Donor | Donor | Donor |
| Fogadó | 0−    | 0+    | A−    | A+    | B−    | B+    | AB−   | AB+   |
| ------ | ----- | ----- | ----- | ----- | ----- | ----- | ----- | ----- |
| 0−     | Igen  |       |       |       |       |       |       |       |
| 0+     | Igen  | Igen  |       |       |       |       |       |       |
| A−     | Igen  |       | Igen  |       |       |       |       |       |
| A+     | Igen  | Igen  | Igen  | Igen  |       |       |       |       |
| B−     | Igen  |       |       |       | Igen  |       |       |       |
| B+     | Igen  | Igen  |       |       | Igen  | Igen  |       |       |
| AB−    | Igen  |       | Igen  |       | Igen  |       | Igen  |       |
| AB+    | Igen  | Igen  | Igen  | Igen  | Igen  | Igen  | Igen  | Igen  |

## Az Rh-rendszer
Az RhD antigént a már említett Karl Landsteiner és Alexander S. Wiener fedezte fel 1937-ben, és Rhesus majmok (Macacus rhesus) vérében mutatták ki először, innen az Rh jelölés.
Az ember vérében ez az antigén vagy jelen van (Rh+), vagy nincs (Rh−).
Az Rh+ domináns mendeli tulajdonság, azaz valaki csak úgy lehet Rh−, ha mindkét szülőtől olyan gént örököl (ettől még persze mindkét szülő lehet Rh+, ha heterozigóták).
Az Rh− vérben természetes körülmények között nincsenek jelen antitestek, így a legtöbb esetben a véradásnál nem kell figyelembe venni ezt a vércsoportot. Rh+ donorok vérét azonban antitest-vizsgálatnak kell alávetni.
Figyelembe kell venni, hogy ha Rh− ember kap Rh+ vért, akkor az antitestek kialakulhatnak. Ezért olyan Rh− nőnek, aki még teherbe eshet, nem szabad Rh+ vért adni, mert ez egy Rh+ magzat esetében problémát okozhat, ugyanis az antitestek a méhlepényen keresztül a magzat vérébe jutnak, és megtámadják a magzat vörösvértestjeit.
Ugyanez az állapot előállhat akkor is, ha az Rh− anya és az Rh+ magzat vére keveredik. Ebben az esetben anti-D antitestek termelődnek az anyában, melyek vagy a szülés során (amikor az anya és a magzat vére keveredhet), vagy a következő magzat hordásakor okoz betegséget, amit hydrops foetalisnak neveznek.
Jelenleg az Rh vércsoport rendszer 50 meghatározott antitestből áll, amik közül a D, C, c, E és e antigének a legfontosabbak. A hétköznapi szóhasználatban szereplő Rh-faktor, Rh-pozitív és Rh-negatív kifejezések csak a D antigénre vonatkoznak.

## Állati vércsoportok
Nem csak az embernek, más emlősállatoknak (főleg háziállatoknak) is megkülönböztetik a vércsoportjait. Az állatorvoslásban a kutyák és macskák vérének gyűjtése, illetve vérátömlesztése fordul elő a gyakorlatban, foglalkoztak kutatások azonban az emberszabású majmok, lovak, szarvasmarhák, patkányok vérkompatibilitásával is.
A kutyáknál kezdetben szinte soha nincsenek jelen antitestek a vérben. Ezért az első transzfúzió nem vált ki immunreakciót, de a következőknek súlyos következményeik lehetnek, ha más a donor vércsoportja. A macskáknál jelen vannak az antitestek a kezdettől fogva, és nincs köztük univerzális donor, ezért a vért transzfúzió előtt minden esetben megfelelően ellenőrizni kell.